# Lathys sylvania
Lathys sylvania är en spindelart som beskrevs av Chamberlin och Willis J. Gertsch 1958. Lathys sylvania ingår i släktet Lathys och familjen kardarspindlar. Inga underarter finns listade i Catalogue of Life.